# Nhill (cráter)
Nhill es un cráter de impacto del planeta Marte situado al norte del cráter Tugaske y al este del cráter Koga, a 29° sur y 103.4º oeste (véase la imagen). El impacto causó un boquete de 22 kilómetros de diámetro llegando a una profundidad de 300 metros. El nombre fue aprobado en 1991 por la Unión Astronómica Internacional, haciendo referencia a la localidad homónima de Victoria, Australia.
Según los datos de la agencia científica United States Geological Survey, la edad de dicha zona y alrededores estaría comprendida entre los 3,8 y 3,5 billones de años atrás, a finales de la Era Noeica.